# Coll de Can Maçana

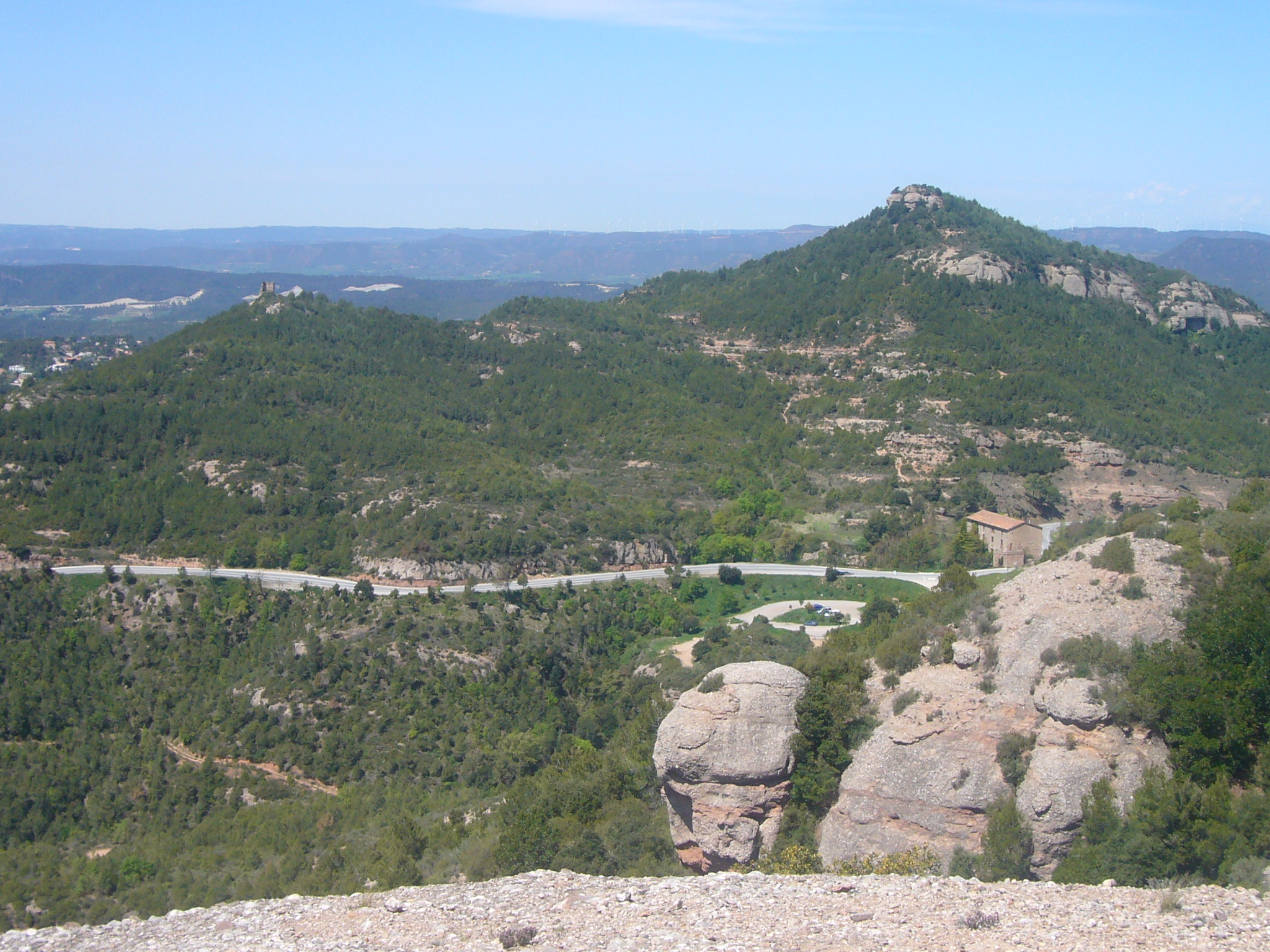
Castellferran i Can Maçana vistos des de Sant Pau Vell

El Coll de Can Maçana es troba al massís de Montserrat (Catalunya), el qual és un dels passos més emprats per franquejar la barrera natural existent entre les comarques de l'Anoia i el Bages.

## Descripció
Actualment, l'accés a aquest coll és molt fàcil (només cal agafar un vehicle i seguir la carretera BP-1101), però antigament la gent sortia des del Bruc (al vessant sud) o Marganell (al vessant nord) i pujava fins al coll a peu o amb carro. Al coll de Can Maçana, hi trobarem molts elements propis de la civilització: àrea de pícnic, pàrquing, la masia abandonada de Can Maçana, panells informatius, etc., la qual cosa pot ésser una mica estressant després de tant de bosc. Des d'ací es poden començar moltes excursions pels encontorns d'aquell coll (Sant Pau Vell, la Roca Foradada, les Agulles, etc.).

## Accés
Cal sortir del Bruc en direcció (Lleida), passar el monument del timbaler deixant l'estàtua a l'esquerra i dirigir-se al Bruc de Dalt. Travessem les cases fins on s'acaba l'asfalt i aparquem el cotxe. Seguim a peu la pista forestal que travessa el torrent de l'Illa, punt en el qual el camí fa un tomb a la dreta. Al trencall, agafem el camí del Bruc als Pallers, que és la pista que surt a l'esquerra. Anem pujant pel bosc fins a arribar a una cruïlla de quatre camins (cota 633 m). Seguint recte amunt, trobarem dues bifurcacions. En la primera, agafem la pista de l'esquerra i, en la segona, la de la dreta, que ens portarà al principi del camí de la Roca Foradada. Girem a l'esquerra i baixem fins a Can Maçana. Tornem al Bruc desfent el camí de pujada.